# 메데이아 (에우리피데스)

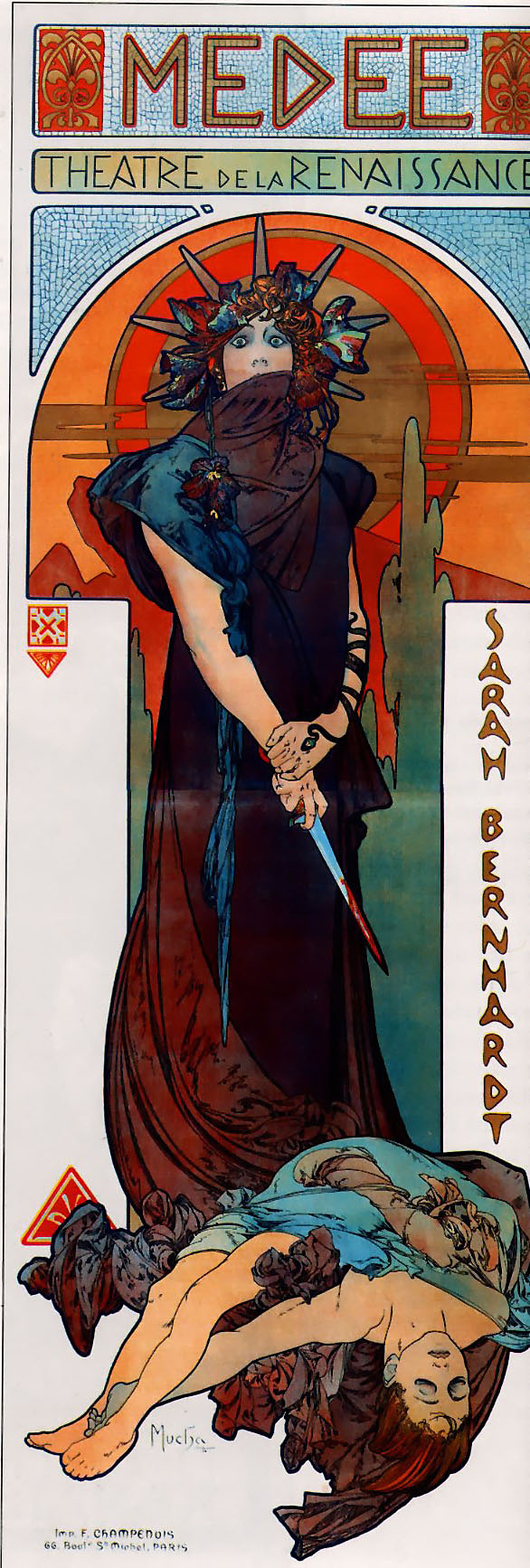

《메데이아》(고대 그리스어: Μήδεια, Mēdeia)는 에우리피데스가 기원전 431년에 쓴 고대 그리스 비극이다.

## 개요
질투에 눈이 먼 아름다운 마녀 메데이아가 남편 이아손에 대한 보복으로 둘 사이 태어난 자식 둘을 죽인다. 이 작품은 비인간적인 대우에 고민하는 여성상을 그리고 있다. 또한 남편 이아손의 파렴치하고 욕심 사나운 계산을 묘사하고 있다. 그러나 메데이아의 고뇌가 끝닿는 대목에서 그녀는 불마차를 몰고 허공 속으로 사라진다. 에우리피데스의 강렬한 리얼리즘이 신화로의 도피에 의해 훌륭한 예술 형식에 도달하고 있음을 보여주는 한 예라 하겠다. 그녀 이야기는 세네카, 그릴파르처, 들라크루아 등 다양한 인물에게 영감을 불러일으켰다.

## 소개
＜메데이아＞는 펠로폰네소스 전쟁이 일어나 그리스 전역에 전쟁의 먹구름이 드리우던 기원전 431년에 상연된 작품이다. 그러므로 인간의 폭력성과 그로 인한 공포가 이 작품에 드러나고 있음은 우연이 아니다. 이 비극의 중심 갈등은 이방인인 콜키스 출신의 공주 메데이아와 그녀의 남편 이아손의 갈등이며, 새장가를 들어 메데이아를 배반한 이아손에 대한 메데이아의 복수가 중심 내용이다.
메데이아는 아버지를 배반하고 동생을 죽이면서까지 기지를 발휘해 이아손을 도왔던 장본인이다. 이아손과의 사랑에 눈이 멀어 물불을 가리지 않았던 정열적인 여인이다. 그러나 메데이아는 사랑을 배신한 이아손에게 복수하기 위해 신부인 공주와 그 아버지 크레온 왕을 죽이고, 이도 모자라 자신의 자식들까지 죽인다. 그 잔인성과 폭력성에 경악을 금치 못하게 하는 여성이 메데이아다.
에우리피데스는 전반부에서 메데이아를 동정적인 인물로 재현한다. 그러나 극이 진행될수록 전반부에서 보여 준 메데이아에 대한 동정은 점차 사라져 버린다. 메데이아의 격정과 격렬한 분노는 도를 넘어 너무나 지나친 면모를 드러내고, 자식을 살해하는 메데이아의 행동에서 그 폭력성은 극대화된다. 메데이아가 자행하는 폭력은 “피압박자에게서 나오는 형언할 수 없이 무도한 폭력”이다.
이 작품은 이아손과 메데이아 가족의 혼란뿐이 아니라 우주의 혼란을 극화한 작품이다. 에우리피데스는 깨어진 도덕적 질서가 회복되지 않은 상태로 ＜메데이아＞를 끝맺음으로써, 인간의 도덕이나 법칙에 무심한 신들의 세계와 배신과 분노가 극단적인 폭력으로 이어지는 어두운 인간 세상을 냉정하게 비추어 낸다.

## 등장 인물
- 유모
- 크레온 - 코린토스의 왕
- 메데이아 - 콜키스 왕 아이에테스의 딸
- 메데이아의 두 아들
- 메데이아의 두 아들의 가정교사
- 이아손 - 메데이아의 남편
- 코러스 - 코린토스의 여인들
- 아이게우스 - 아테나이의 왕
- 사자(使者)

## 줄거리
《메데이아》는 배신한 남편에 대한 메데이아의 계산된 복수심을 중심으로 전개된다. 메데이아는 신의 혈통을 지니고 예언의 능력을 가진 인물이다. 그는 이아손과 결혼하여 자신의 마법과 조언으로 이아손이 황금 양털을 찾아 가져오는 것을 도왔다. 이 희곡은 이아손이 황금 양털을 찾는 모험을 떠나 메데이아를 만난 후 얼마간의 시간이 지난 코린토스를 배경으로 한다. 극은 이아손이 크레온 왕의 딸 글라우케와의 결혼을 준비하는 것에 대해 메데이아가 맹목적인 분노에 빠진 상태로 시작된다. 유모는 메데이아의 비통함을 엿듣고 그가 자신이나 아이들에게 해를 끼칠까 두려워한다.
크레온은 메데이아의 분노를 예상하고 그를 추방하려는 계획을 밝힌다. 메데이아는 하루의 유예를 간청하고 결국 크레온은 이를 허락한다. 받아들여지기 위해 메데이아는 더욱 교묘해져야 하며 자신의 입장을 완전히 숨겨야 한다. 크레온의 발 앞에 엎드려 그는 아이들을 위해 단 하루만 허락해 달라고 간청한다. 이에 크레온은 마음이 움직여 메데이아에게 코린토스에서 하루를 더 머물 수 있게 한다. 메데이아의 예상치 못한 설득력 또는 매혹의 힘은 그의 태도 변화에 있다. 지혜로운 자들의 인기 없음에 대해 크레온에게 설교하는 대신, 그는 추방을 준비하기 위해 하루가 필요한 절박한 어머니의 역할을 연기한다. 메데이아는 이러한 전술의 굴욕적인 면을 인식하고 있지만, 이득을 얻고 코린토스에 머물러야 할 필요성을 근거로 이를 정당화한다: "어떤 이익이나 계략을 위한 것도 아니면서 저 사람에게 내가 아첨을 떨었을 거라고 그대는 생각하나요? 그런 게 아니라면 나는 그에게 말을 걸지도, 손으로 만지지도 않았을 거예요." 다음 장면에서 이아손이 도착하여 겉보기에 배신한 것처럼 보이는 자신의 논리를 설명한다. 그는 메데이아가 단지 야만인 여자일 뿐이지만, 왕족 공주와 결혼할 기회를 놓칠 수 없었다고 설명하며, 언젠가 두 가족을 결합시키고 메데이아를 애첩으로 삼기를 희망한다고 말한다. 메데이아와 코린토스 여인들의 합창은 그를 믿지 않는다. 메데이아는 이아손에게 자신이 그를 위해 자기 민족을 버렸음을 상기시킨다("당신을 구해준 것은 나예요. [...] 나는 아버지와 내 집조차 버리고 [...] 이제 나는 어디로 가야 하나요?"), 그리고 그를 구하고 용을 죽였다는 것을 상기시킨다. 이아손은 새 결혼 후에도 메데이아를 지원하겠다고 약속한다("자식들이나 추방 당하는 당신 자신을 위해 내게서 금전적 도움을 원한다면, 말해 보시오. 나는 아낌없이 줄 용의가 있고, 당신을 도와주도록 친구들에게 추천장이라도 써주고 싶소."), 하지만 메데이아는 그를 거부한다: "결혼하세요. 하지만 장담하건대, 당신은 결혼은 하되, 두고두고 후회할 결혼을 하게 될 거예요."
다음 장면에서 메데이아는 아테네의 왕 아이게우스를 만난다. 아이게우스는 결혼했음에도 불구하고 아직 자식이 없다는 것을 메데이아에게 밝힌다. 그는 신탁을 방문했지만 신탁은 단지 "술주머니의 목을 열지 말라"는 지시만을 내렸다고 한다. 메데이아는 자신의 현재 상황을 그에게 전하고, 만약 자신이 아이게우스의 불임을 끝낼 수 있는 약을 준다면 아테네에 머물 수 있게 해달라고 간청한다. 메데이아의 복수 계획을 알지 못하는 아이게우스는 이에 동의한다.

그 후 메데이아는 글라우케와 크레온을 살해할 계획을 다시 세운다. 그는 몇몇 금빛 예복(가문의 유산이자 그의 할아버지인 태양신 헬리오스의 선물)과 왕관에 독을 바르기로 결정한다. 신부가 이를 착용하지 않을 수 없을 것이고, 결과적으로 독살될 것이라는 희망에서다. 메데이아는 자신의 아이들도 죽이기로 결심한다. 아이들이 잘못한 것은 없지만, 이것이 이아손에게 가장 큰 상처를 줄 수 있는 방법이라고 생각하기 때문이다. 그는 다시 한 번 이아손을 부르고, 정교한 속임수로 이아손의 글라우케와의 결혼 결정에 대해 과잉 반응한 것을 사과한다. 이아손이 메데이아의 후회를 완전히 믿게 되었을 때, 메데이아는 추방을 슬퍼하며 울기 시작한다. 그는 이아손을 설득하여 두 아들이 글라우케에게 선물을 줄 수 있게 하고, 이를 통해 크레온이 아이들에 대한 추방령을 철회하기를 바란다. 결국 이아손은 동의한다.
분노로 인해 한 말을 용서하세요! 명령에 따를게요. 단 한 가지 부탁만 드리겠는데, 제 아이들이 머물 수 있게 해주세요. 그들이 공주에게 값비싼 예복과 금관을 가져가 그의 보호를 간청하도록 하겠어요.

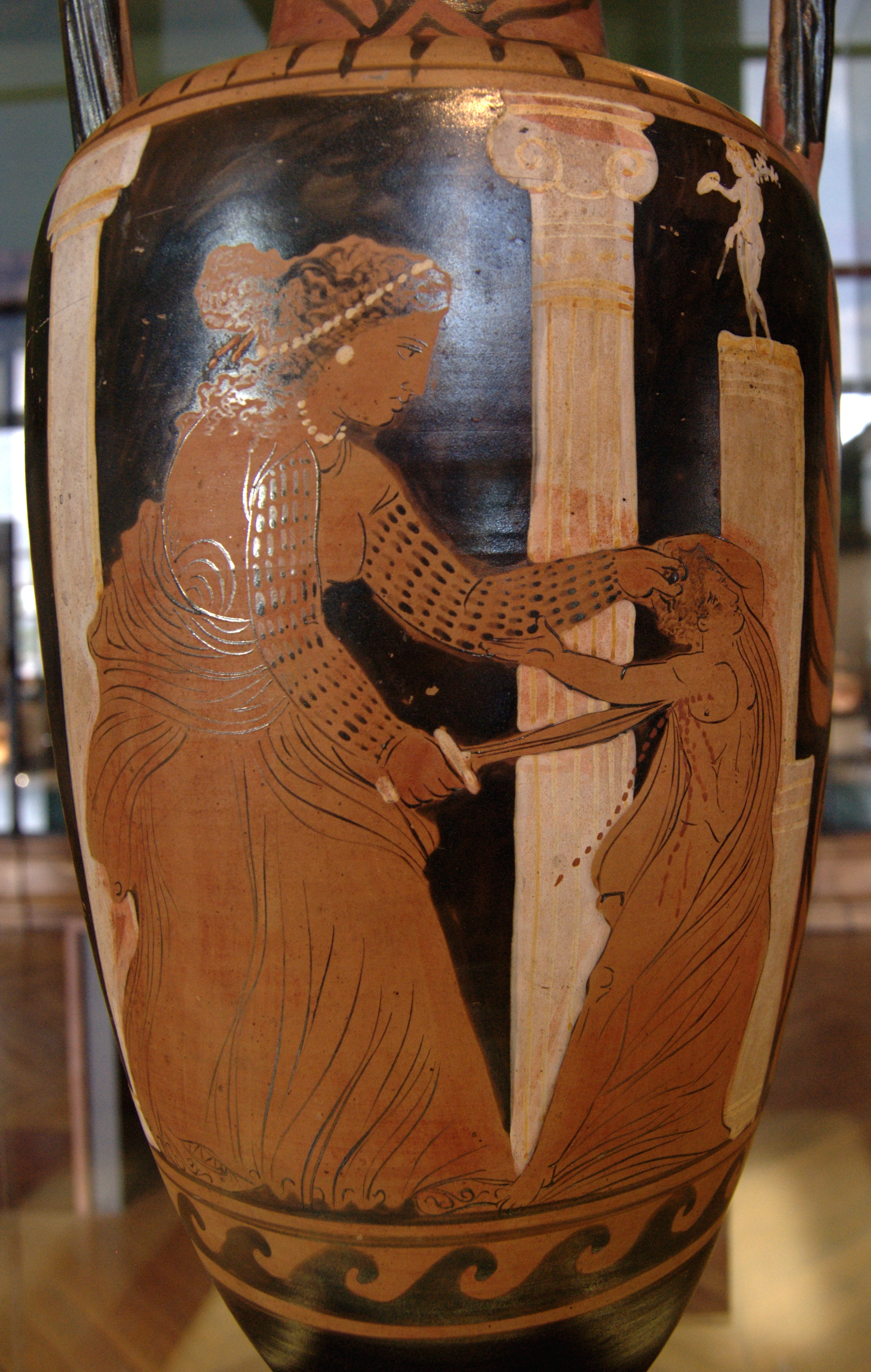
아들을 죽이는 메데이아, 캄파니아의 적회식 암포라, 기원전 330년경, 루브르 박물관(K 300).

다음 장면에서 전령이 글라우케와 크레온의 죽음을 전한다. 아이들이 예복과 왕관을 가지고 도착했을 때, 글라우케는 기쁘게 그것들을 입고 아버지를 찾아갔다. 독이 그를 덮쳐 그는 바닥에 쓰러져 끔찍하고 고통스럽게 죽어갔다. 크레온은 그를 구하려고 꽉 껴안았고, 예복과 왕관에 접촉하면서 독에 중독되어 함께 사망했다.
아아! 신부는 끔찍한 고통 속에 죽었어요. 그가 메데이아의 선물을 입자마자 맹렬한 독이 불처럼 그의 사지를 태워버렸고, 딸을 구하려던 노부왕도 함께 목숨을 잃고 말았습니다.
메데이아는 현재의 성공에 만족하지만 한 걸음 더 나아가기로 결심한다. 이아손이 새로운 가정을 꾸리려 함으로써 그에게 수치심을 안겼기 때문에, 메데이아는 이아손이 기꺼이 포기하려 했던 가족을 파괴하기 위해 그들의 아들들을 죽이기로 결심한다. 메데이아는 아이들의 죽음이 자신에게 가져올 고통을 생각하며 잠시 망설이는 순간을 갖는다. 하지만 그는 이아손에게 가능한 한 가장 큰 고통을 주기 위해 결심을 굳히고 칼을 들고 무대 밖으로 달려가 아이들을 죽이러 간다. 메데이아를 막으려고 결심한 합창단이 그의 뒤를 쫓아가지만 아이들의 비명소리만 들을 뿐이다. 이어서 이아손이 무대로 달려와 크레온과 글라우케를 살해한 것에 대해 메데이아를 추궁하지만, 곧 자신의 아이들도 죽었다는 사실을 알게 된다. 그때 메데이아가 태양신 헬리오스가 준 전차를 타고 죽은 아이들의 시신과 함께 무대 위에 나타난다. 이 장면은 공연 당시 보통 신이나 여신의 등장을 위해 사용되는 '메카네' 장치를 이용해 연출되었다. 그는 이아손과 대면하며, 이아손이 다시는 자신의 아이들을 안을 수 없다는 사실에서 오는 고통을 즐긴다:
나는 내 아이들의 시신을 당신과 함께 두지 않을 거예요. 내가 애들을 데려가 헤라 여신의 성역에 묻겠어요. 그리고 나에게 그 모든 악행을 저지른 당신에게, 나는 불길한 운명을 예언합니다.
이아손이 메데이아를 신들과 인간들에게 가장 혐오스러운 존재라고 부르지만, 헬리오스가 그에게 전차를 주었다는 사실은 그가 여전히 신들의 편에 있음을 나타낸다. 버나드 녹스가 지적했듯이, 메데이아의 마지막 장면과 결말부의 등장은 에우리피데스의 다른 희곡들에서 나타나는 여러 논란의 여지가 없는 신적 존재들의 모습과 유사하다. 이러한 신들처럼 메데이아는 "아래 층위에 있는 인간의 폭력적 행동을 중단시키고, ... 자신이 무시와 조롱을 당했다는 이유로 잔인한 복수를 정당화하며, ... 죽은 자들의 매장을 위한 조치를 취하고 명령을 내리며, 미래를 예언하고," 그리고 "제의의 창설을 선포한다."
그 후 그는 신성한 전차를 타고 아테네로 도주한다. 합창단은 메데이아의 행동에 대한 제우스의 뜻을 숙고하며 남겨진다:
올림포스의 제우스께서는 많은 것을 주관하고, 신들께서는 많은 것을 예상과 다르게 이루시지요. 우리가 바라던 것이 이루어지지 않는가 하면, 바라지도 않던 것을 위해 신께서는 길을 찾아내시지요. 여기 이 사건도 그렇게 일어났어요.
메데이아가 의도적으로 자신의 아이들을 살해하는 이 부분은 에우리피데스의 창작으로 보이지만, 일부 학자들은 네오프론이 이 대안적 전통을 만들어냈다고 믿는다. 그의 자식 살해는 후대 작가들에게 표준이 되었다. 기원후 2세기 후반에 글을 쓴 파우사니아스는 코린토스를 여행하던 중 메데이아의 아이들을 위한 기념비를 보았다고 전하면서, 메데이아의 아이들에게 일어난 일에 대한 다섯 가지 다른 판본을 기록하고 있다. 고대 그리스에서 이 희곡의 인기는 부분적으로 가부장적 규범에 도전하는 강하고 독립적인 여성의 묘사 때문이었을 수 있다.

## 참고문헌
- 에우리피데스, 천병희 역, 『에우리피데스 비극 전집 1』25~86쪽, 도서출판 숲, 2009.
- 김종환 역, 지만지
- 이 문서에는 다음커뮤니케이션(현 카카오)에서 GFDL 또는 CC-SA 라이선스로 배포한 글로벌 세계대백과사전의 내용을 기초로 작성된 글이 포함되어 있습니다.